# 鲁埃勒
鲁埃勒（法語：Rouelles，法語發音：[ʁwɛl]）是法国上马恩省的一个市镇，属于朗格勒区。

## 地理
鲁埃勒（47°48'17"N, 5°5'22"E）面积6.62 平方千米，位于法国大東部大區上马恩省，该省份为法国东北部内陆省份，北起马恩省和默兹省，西接奥布省，西南接科多尔省，东南接上索恩省，东临孚日省。
与鲁埃勒接壤的市镇（或旧市镇、城区）包括：欧布里沃、奥布河畔拜、维特里昂蒙塔涅。

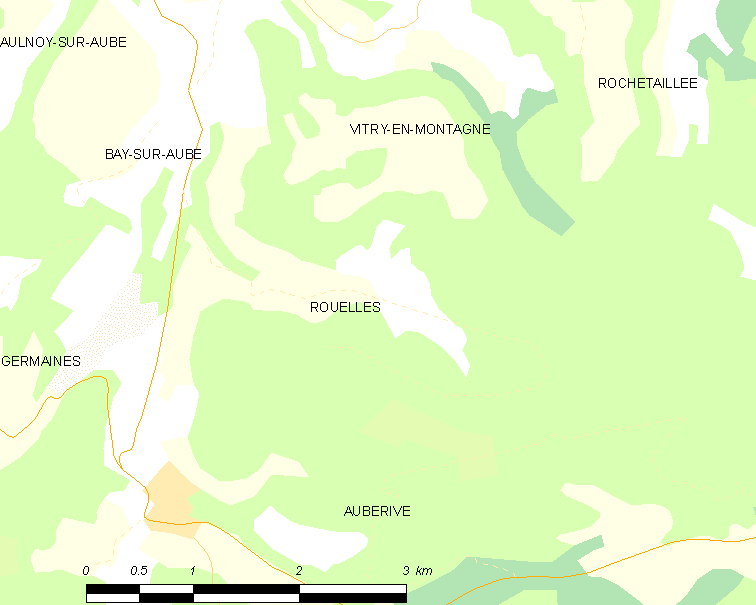
鲁埃勒的OSM定位图

鲁埃勒的时区为UTC+01:00、UTC+02:00（夏令时）。

## 行政
鲁埃勒的邮政编码为52160，INSEE市镇编码为52437。

## 政治
鲁埃勒所属的省级选区为维勒居西安勒拉克县。

## 人口

1962-2008年间鲁埃勒人口变化图示

鲁埃勒于2022年1月1日时的人口数量为25人。